# Ingbe-Stiftung
Die  Ingbe-Stiftung (Eigenschreibweise INGBE Stiftung) ist eine nach Ingeborg Benko benannte Stiftung nach liechtensteinischem Recht, gegründet 2014 von Ingeborg und René Benko. Ihr Sitz ist in Schaan. Es handelte sich laut dem österreichischen Wochenmagazin News um einen „wichtige[n] Dreh- und Angelpunkt im Schattenreich“ des René Benko, denn die Stiftung diente „als Vehikel für diskrete Vermögensverschiebungen“. Begünstigte der Stiftung sind René Benkos Mutter und seine Ehefrau Nathalie Benko.

## Gründung, Geschichte, Stiftungszweck
Ingeborg Benko, eine pensionierte Kindergärtnerin, ist die Mutter des Immobilienunternehmers und Pleitiers René Benko. Sie hat ihren Wohnsitz in Innsbruck. Sie ist Hauptstifterin und Hauptbegünstigte der Stiftung, sie hat sich mehrfach Millionenbeträge auszahlen lassen – „zur Unterstützung der Familie“. Beispielsweise wurden am 21. November 2023 drei Millionen Euro überwiesen, am 5. Dezember 2023 weitere zwei Millionen. „Der Ausschüttungsbetrag stammt aus Verkauf von Gold, der am 18. Oktober 2023 getätigt wurde. Der Verkaufspreis pro Kilo Gold war EUR 59’312,19. Das Gold wurde am 26. März 2020 zu EUR 44’902,63 pro Kilo gekauft. Der Gewinn pro Kilo Gold war daher EUR 14’409,56.“
Mitglieder des obersten Verwaltungsorgans sind, Stand vom 19. November 2024, der österreichische Bankier Robert Schimanko, ein langjähriger Freund und Geschäftspartner René Benkos, sowie drei liechtensteinische Stiftungsverwalter, Simon Alexander Ott, Michael Hagen und René B. Ott. Schimanko teilt mit René Benko eine Leidenschaft für Pferde. Er war es, der den Kontakt zum Europa-Chef der Hotelkette Hyatt hergestellt hat. So konnte die Signa das Hotelprojekt in Wien Am Hof unter dem Hyatt-Dach entwickeln.
Seit 9. Oktober 2023 ist – neben Ingeborg Benko – als Begünstigte auch die Frau des Investors, Nathalie Benko, im Beistatut eingetragen. Es handelt sich um eine der Öffentlichkeit nicht einsehbare Zusatzurkunde der Stiftung. Dies haben gemeinsame Recherchen von News und Kronen Zeitung ergeben.

## Vermögenswerte
Da es keine Veröffentlichungspflicht für das Stiftungsvermögen gibt, sind nur jene Werte bekannt, die durch investigativen Journalismus eruiert wurden. Schätzungen wären aufgrund der ständigen Vermögensverschiebungen vor der Verhaftung von René Benko am 23. Jänner 2025 nicht seriös. Gesichert sei lediglich, dass es sich um mindestens dreistellige Millionenwerte handelt, die in der Ingbe-Stiftung rechtzeitig vor dem Zusammenbruch des Signa-Imperiums in Sicherheit gebracht wurden.

### Villa Eden am Gardasee
Seit dem 18. August 2023 sind sechs Villen des Ressorts Eden Gardone am Gardasee im Besitz der Ingbe-Stiftung. Es handelt sich um ein Luxus Ressort, gestaltet von renommierten Architekten – David Chipperfield, Richard Meier und Matteo Thun. Die Preise für eine Nacht beliefen sich im Jahre 2021 auf 10.000 Euro. Knapp vor dem Zusammenbruch der Signa-Gruppe, so die Tageszeitung Kurier, konnte die Stiftung ihre Anteile an der Signa Prime, 578.905 Stück im Nominalwert von 46,23 Millionen Euro, gegen die sechs Villen tauschen. Beim Verkauf zwischengeschaltet war eine luxemburgische Beteiligungsgesellschaft. Es besteht die Vermutung, der reale Wert der Villen sei weit höher gelegen. Laut einem Experten für Wirtschaftsstrafrecht könnte es sich bei dieser Transaktion um „ein Lehrbuchbeispiel für betrügerische Krida“ handeln.
Laut Schweizer Handelszeitung vom November 2024 wurde das Ressort bereits an den Zürcher Unternehmer Hans-Ulrich Lehmann weiterverkauft.

### Gold, Bargeld
Die Stiftung verfügt über Safes in mindestens drei liechtensteinischen Banken, in der LGT Bank (LGT), der VP Bank und in der Liechtensteinischen Landesbank (LLB). Ende 2021 waren, laut Recherchen von News und Kronen Zeitung, in mehreren Bankdepots Goldbarren im Wert von 81 Millionen Euro gelagert. Im Sommer 2022 befanden sich in den Safes noch immer Edelmetalle im Wert von rund 45 Millionen Euro. Ebenfalls in Schließfächern verwahrt waren Barreserven in Höhe von einer Million Schweizer Franken bei der LGT, einer Million Franken und einer Million US-Dollar bei der VP Bank, einer Million Franken und einer Million Dollar bei der LLB. Auf den Bankkonten lagen Ende Juni 2022 rund 23 Millionen Euro.
Am 11. März 2025 soll die Stiftung, so Recherchen von Kronen Zeitung und NEWS, 360 Kilogramm Gold im Wert von rund 30 Mio. Euro verkauft haben.

### Kunst
Die Kunstsammlung René Benkos befand sich ursprünglich in der Laura Privatstiftung in Innsbruck. Zu deren wertvollsten Gemälden zählten ein Picasso und ein Selbstporträt von Jean-Michel Basquiat aus dem Jahr 1988, erworben im Jahre 2021 für 11 Millionen Euro. Der Basquiat wurde Ende 2023 der Ingbe-Stiftung zum selben Preis verkauft. Dies ergibt sich aus Geheimverträgen zwischen den beiden Stiftungen, die News und Kronen Zeitung vorliegen. Der Picasso wurde Ende 2024 weit unter dem Kaufpreis veräußert.
Der arabische Staatsfonds Mubadala Investment, der um Hunderte Millionen Euro geschädigt wurde, erhielt im Zuge eines Schiedsverfahrens keine Auskunft darüber, wohin der Basquiat verschoben wurde.

## Klage des Masseverwalters
Andreas Grabenweger ist Masseverwalter im Konkursverfahren gegen René Benko als Unternehmer. Er brachte eine Einstweilige Verfügung und eine Klage gegen Ingeborg Benko als Erststifterin zweier Privatstiftungen ein. Das Landesgericht Innsbruck bewilligte die Einstweilige Verfügung, demzufolge Benkos Mutter ihre Stifterrechte nicht mehr im ursprünglichen Ausmaß ausüben darf. Sie darf keine Änderungen an den Stiftungserklärungen bzw. den beiden Stiftungsstatuten mehr durchführen lassen. Diese Entscheidung betrifft sowohl die Laura Privatstiftung in Innsbruck als auch die Ingbe-Stiftung in Liechtenstein.
Der zweite Teil der Klage – dass die Stifterrechte dem Masseverwalter zukommen sollen – wurde noch nicht entschieden. Dazu wird ein Hauptverfahren durchgeführt, welches samt Instanzen voraussichtlich mehrere Jahre in Anspruch nehmen wird.

## Ermittlungen der Strafbehörden im In- und Ausland
Die Transaktionen rund um die Villen Eden Gardone am Gardasee begründen laut WKStA der Verdacht der Untreue gegen René Benko und eine Reihe von Funktionsträgern seines Imperiums. Die Signa Holding soll durch den Tausch wertvoller Immobilien gegen kurz darauf wertlose Aktien massiv geschädigt worden sein. Konkret soll René Benko „faktischer Machthaber“ der Laura Privatstiftung gewesen sein und dies im Rahmen seiner persönlichen Insolvenz verheimlicht haben.
Bereits vor Bekanntwerden der Villa-Eden-Tauchtransaktion wurden Untersuchungen im Fürstentum Liechtenstein bestätigt. Es besteht der Verdacht der betrügerischen Krida und der Geldwäscherei, so die Staatsanwaltschaft Vaduz zum Gegenstand der Ermittlungen.

## Weitere Stiftung in Liechtenstein
Parallel zur Ingbe-Stiftung besteht seit 2008 die Arual Stiftung (Arual als Anagramm für Laura, Benkos ältester Tochter) mit Sitz in Vaduz, deren Stifterin die Laura Stiftung ist. Über die Arual sind im liechtensteinischen Handelsregister keine Informationen zu beziehen, es sei die Stiftung im Handelsregister lediglich „hinterlegt“. Die Stiftung ist über eine luxemburgische Zwischenfirma Eigentümerin der Villa Ansaldi in Sirmione und die im Jahr 2021 über einen physischen Goldbestand in Höhe von 7,8 Millionen Franken verfügte.

## Stiftungen in Österreich
- Familie Benko Privatstiftung
- Laura Privatstiftung, gegründet 2006, benannt nach der ältesten Tochter